# Liste der Kulturdenkmäler in Mannweiler-Cölln
In der Liste der Kulturdenkmäler in Mannweiler-Cölln sind alle Kulturdenkmäler der rheinland-pfälzischen Ortsgemeinde Mannweiler-Cölln aufgeführt. Grundlage ist die Denkmalliste des Landes Rheinland-Pfalz (Stand: 27. November 2018).

## Denkmalzonen
| Bezeichnung                     | Lage                                                                        | Baujahr                 | Beschreibung | Bild                           |
| ------------------------------- | --------------------------------------------------------------------------- | ----------------------- | --- | ------------------------------ |
| Denkmalzone Ortskern Mannweiler | Mannweiler, Böhlstraße 2–12 und 3–7, Kleiner Böhl 1–7, Burgstraße 6–18 Lage | 16. bis 19. Jahrhundert | geschlossene Baustruktur des 16. bis 19. Jahrhunderts mit ein- und zweigeschossigen (Fachwerk-)Bauten, hauptsächlich kleinbäuerliche Hofanlagen und Handwerker- oder Tagelöhneranwesen; im Dorfmittelpunkt barockes ehemaliges Schultheißenamt und Schulhaus (1748) | BW                             |
| Denkmalzone Burg Randeck        | Mannweiler, westlich des Ortes auf dem Schloßberg Lage                      | 12. Jahrhundert         | einzige Burgruine im mittleren Alsenztal; wohl im 12. Jahrhundert gegründet, 1690 großteils zerstört, um 1817 Abbruch; Halsgraben und kreisrunder Bering im Gelände erkennbar, teilweise Bruchstein-Umfassungsmauer, Reste eines Eck-, eines Flankierungs- und eines weiteren Turms, Stumpf des Bergfrieds, Reste der Pflasterung, Fundamente eines Torhauses, von Zwingermauern und eines Kellers | weitere Bilder Fotos hochladen |

## Einzeldenkmäler
| Bezeichnung            | Lage                                  | Baujahr                           | Beschreibung | Bild                           |
| ---------------------- | ------------------------------------- | --------------------------------- | --- | ------------------------------ |
| Protestantische Kirche | Cölln, Alsenzstraße 24 Lage           | 1860/61                           | quererschlossener Saalbau, 1860/61, Architekt Bezirksbauschaffner Steinbauer, Alsenz; mit Ausstattung, Spolie von 1582, Glocke, bezeichnet 1750, von Johann Caspar Schrader, Worms; ortsbildprägend | weitere Bilder Fotos hochladen |
| Hofanlage              | Cölln, Brunnenstraße 10 Lage          | 18. und 19. Jahrhundert           | Hofanlage, 18. und 19. Jahrhundert; Einfirsthaus, Bruchsteinbau, teilweise Fachwerk, erste Hälfte des 18. Jahrhunderts, Erweiterung im 19. Jahrhundert; Kellergebäude, frühes 19. Jahrhundert | BW                             |
| Schulhaus              | Mannweiler, Alsenzstraße 9 Lage       | 1878/79                           | ehemaliges Schulhaus; spätklassizistischer kubischer Putzbau mit Kniestock, 1878/79, Architekt wohl Jacob Hoerner, Kirchheimbolanden | BW                             |
| Randeck-Museum         | Mannweiler, Böhlstraße 5 Lage         | 1748                              | ehemaliges Schultheißenamt und Schulhaus, seit 1979 Randeck-Museum des Kulturhistorischen Vereins Mannweiler-Cölln e. V.; barocker Krüppelwalmdachbau, bezeichnet 1748, Erweiterung des 1860er Jahre; im Dachreiter Glocke, bezeichnet 1749 von Benedikt Hamm und Johann Georg Schneidewind, Frankfurt; Stall- und Kellergebäude, wohl aus der ersten Hälfte des 19. Jahrhunderts; ortsbildprägend | Fotos hochladen                |
| Portal                 | Mannweiler, Böhlstraße, an Nr. 8 Lage | 1594                              | Renaissance-Portal, bezeichnet 1594 | BW                             |
| Brücke                 | Mannweiler, Burgstraße Lage           | um 1870                           | Brücke über die Alsenz; zweibogige Sandsteinquaderkonstruktion, um 1870 | BW                             |
| Wohnhaus               | Mannweiler, Burgstraße 4 Lage         | 1609                              | Wohnstallhaus auf quadratischem Grundriss, bezeichnet 1609; tonnengewölbter Keller der Scheune des 19. Jahrhunderts bezeichnet 1604 | Fotos hochladen                |
| Katholische Kapelle    | Mannweiler, Kleiner Böhl 2 Lage       | um 1700                           | Bauernhaus, teilweise Fachwerk, um 1700, Umbau zum katholischen Schulhaus 1741 | Fotos hochladen                |
| Reigersberger Hof      | Mannweiler, Schloßbergstraße 6 Lage   | erste Hälfte des 18. Jahrhunderts | ehemaliger Reigersberger Hof; Einfirstanlage, im Kern aus der ersten Hälfte des 18. Jahrhunderts, Um- und Neubau bezeichnet 1834, Ausbau zum Hakenhof; Kellerabgang im Scheunentrakt bezeichnet 1724; spätgotische und Renaissance-Spolien, Grenzstein mit Wappen | BW                             |
| Hofanlage              | Morsbacherhof, Nr. 9 Lage             | 1801                              | Vierseithof; eingeschossiger Bruchsteinbau, teilweise Fachwerk, bezeichnet 1801, Bruchsteinscheune nach 1930, bezeichnet 1812, Wirtschaftsgebäude mit Schuppen und Stall; Kuhstall erste Hälfte des 19. Jahrhunderts | Fotos hochladen                |
| Spolie                 | Morsbacherhof, an Nr. 11 Lage         | 1613                              | Bruchstein eines Renaissance-Portalsturzes, bezeichnet 1613 | BW                             |
| Wohnhaus               | Weidelbacherhof, Nr. 1 Lage           | 18. Jahrhundert                   | barockes Wohnhaus, teilweise Fachwerk, im Kern wohl aus dem 18. Jahrhundert, Umbau bezeichnet 1827 | Fotos hochladen                |